# Gorze
Gorze (Duits: Gorz) is een gemeente in het Franse departement Moselle (regio Grand Est). De plaats maakt deel uit van het arrondissement Metz. De gemeente telde 1.133 inwoners op 1 januari 2022.

## Geografie
De oppervlakte van Gorze bedroeg op 1 januari 2022 17,94 vierkante kilometer; de bevolkingsdichtheid was toen 63,2 inwoners per km².

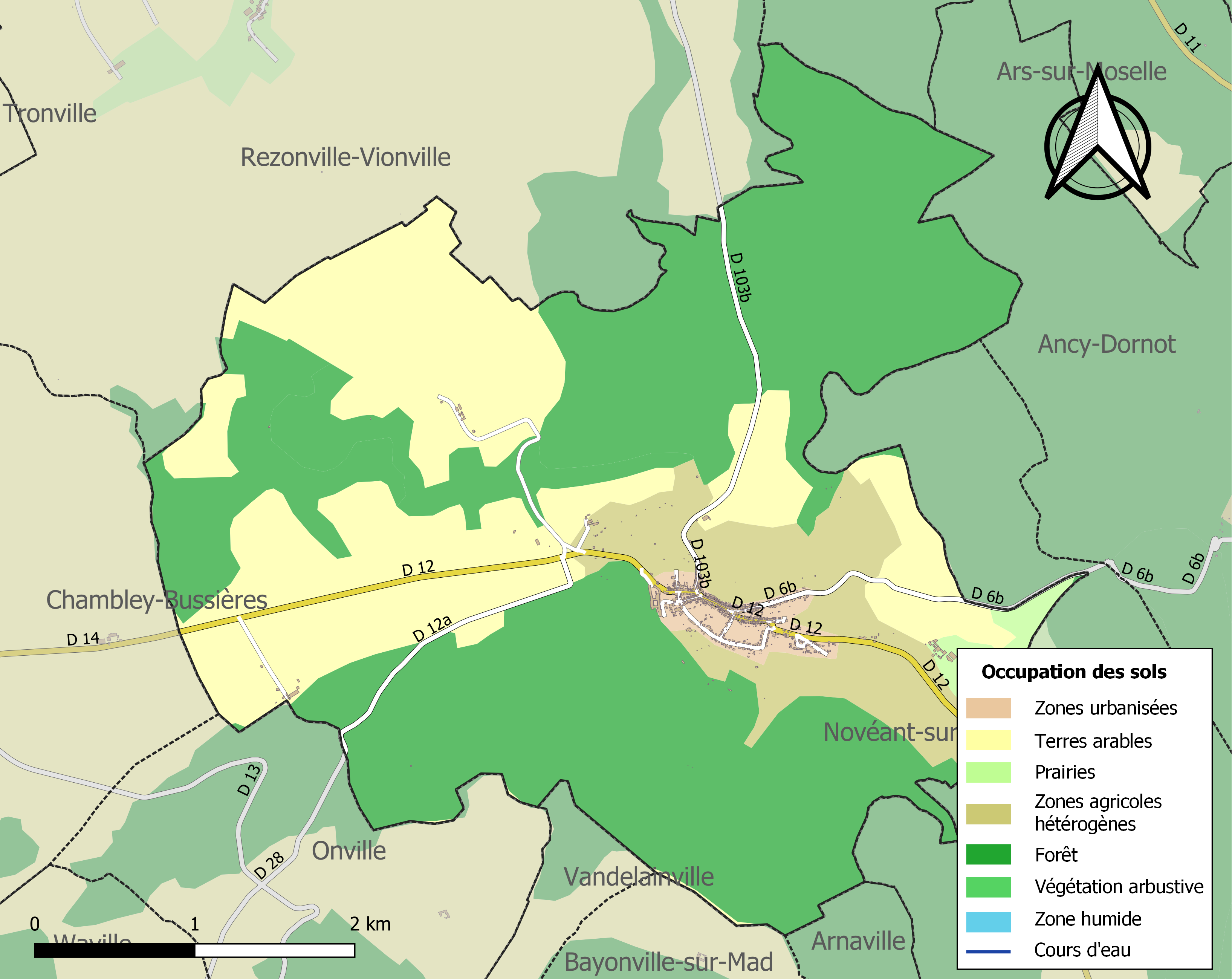
Kaart van de gemeente met de belangrijkste infrastructuur, bodemgebruik en omliggende gemeenten

## Demografie
Onderstaande figuur toont het verloop van het inwonertal (bron: INSEE-tellingen).